# Saturn-Apollo 4

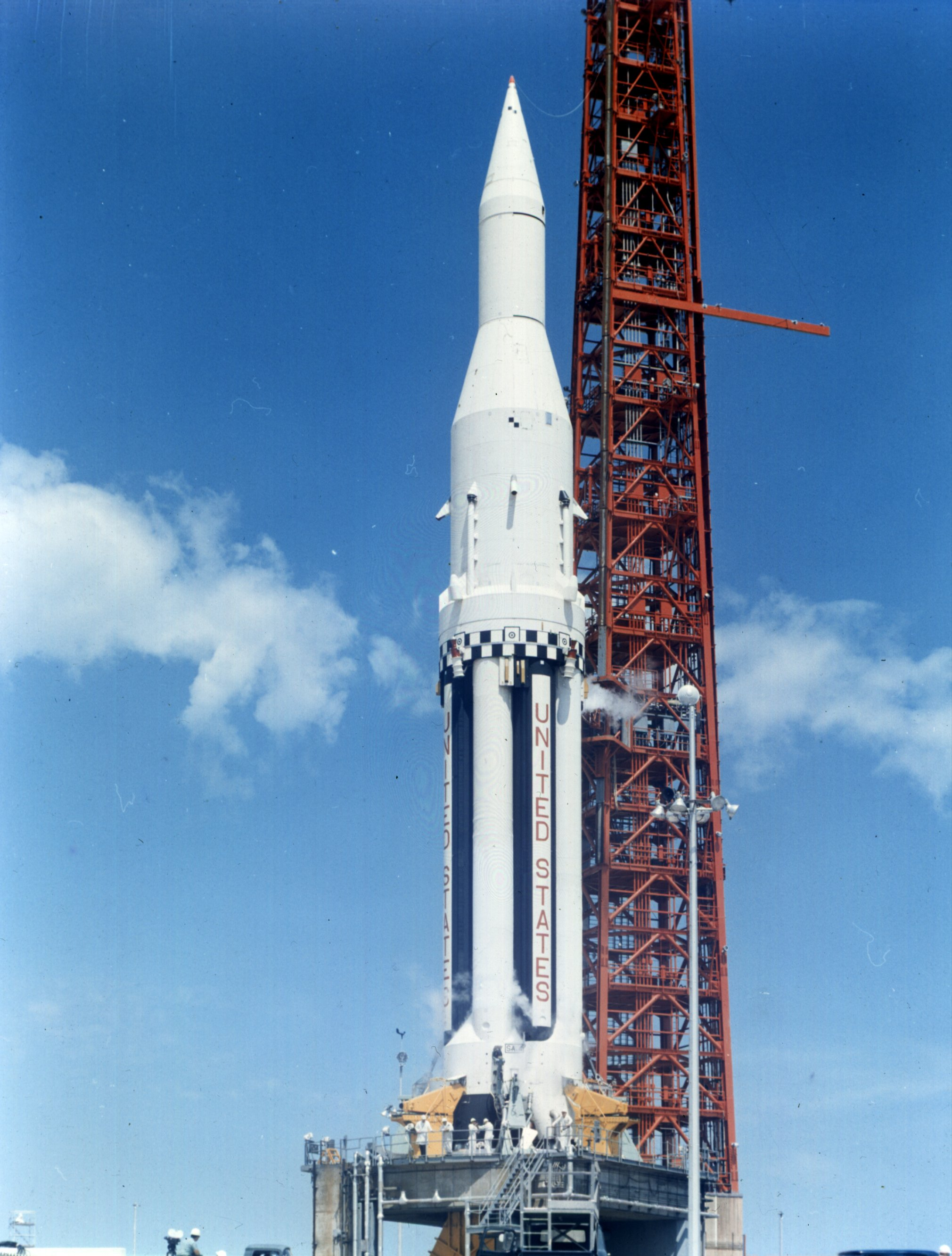
SA-4 na stanowisku startowym LC-34

Saturn-Apollo 4 (SA-4) – czwarty testowy lot rakiety nośnej Saturn I z atrapami drugiego i trzeciego stopnia w ramach programu Apollo. Był to lot suborbitalny.

## Przebieg misji
Start rakiety nastąpił 28 marca 1963 roku o 20:11:55 GMT z kosmodromu Cape Canaveral Air Force Station. Podczas odliczania przedstartowego wystąpiły trzy techniczne problemy, które opóźniły start łącznie o 102 minuty. W trakcie lotu po niecałych dwóch minutach wyłączono jeden z silników pierwszego stopnia, żeby sprawdzić czy rakieta będzie w stanie nadal poruszać się po zaplanowanej trajektorii. Okazało się, że nie było z tym najmniejszych problemów. Rakieta osiągnęła wysokość 129 km i maksymalną prędkość 5906 km/h. Była to ostatnia próba z przewidzianych w pierwszej serii badań.

## Podsumowanie misji testowych Saturna I
Saturn I używany w testach – a dokładniej tzw. wersja Block I – był właściwie rakietą jednostopniową. W czasie tych prób na członie S-I montowano makiety górnych członów i głowicę wypełnioną balastem, którym była woda. Maksymalna masa rakiety w chwili startu wyniosła 500 ton, a wysokość nieco ponad 50 metrów. Osiągnięto w czasie tych lotów maksymalną wysokość 167 km. Starty te miały charakter wstępnych eksperymentów i nie były kontynuowane. Celem tych prób było przebadanie zespołu napędowego o łącznym ciągu 680 Ton. Wszystkie cztery próby w lotach balistycznych przeprowadzone w dniach: 27 października 1961, 25 kwietnia 1962, 16 listopada 1962 i 28 marca 1963 roku zakończyły się pełnym sukcesem. W wyniku tych prób zmodyfikowano projekt rakiety, postanawiając ograniczyć się do zbudowania dwustopniowej jej wersji, przy czym za główny cel uznano jej wykorzystanie do prób w locie makiety statku Apollo, a następnie oryginalnych egzemplarzu tego statku. Rakietę tę nazwano Saturn I Block 2